# ساچیله
ساچیله (به ایتالیایی: Sacile) یک کومونه در ایتالیا است که در استان پوردنونه واقع شده‌است.

## خصوصیات
ساچیله ۳۲٫۶۲ کیلومترمربع مساحت و ۱۹٬۶۶۵ نفر جمعیت دارد و ۲۵ متر بالاتر از سطح دریا واقع شده‌است.

## خواهرخوانده
شهرهای لا رئول و جیفونی واله پیانا خواهرخوانده‌های ساچیله هستند.